# Спасовщина
Спасовщина — деревня в Псковском районе Псковской области. Входит в состав Серёдкинской волости. 
Расположена на реке Лочкина в 49 км к северу от Пскова и в 6 км к северо-востоку от села Серёдка.  

## Население
| 2001 | 2002 | 2010 |
| ---- | ---- | ---- |
| 362  | ↘331 | ↘242 |

## Инфраструктура
В деревне действует 2 магазина, почтовое отделение, ФАП, сельский клуб, завод OSKO Invest.

## История
Изначально Спасовщина задумывалась как временный посёлок. Ранее в деревне действовала Начальная школа, Детский сад, Общежитие, Сберкасса, Столовая, Ателье, Парикмахерская. В 2020 установили новую почту и автобусную остановку. В 2022 году снесли старый ФАП, новый будет построен в 2022-2023 году.

## Улицы
ул. Лесная
ул. Юбилейная
ул. Ларионова
ул. Ольги Новиковой
ул. Заречная
пер. Псковский
пер. Молодёжный

## Автобус
В деревне есть автобусная остановка "Спасовщина". Рядом с деревней есть остановка "Лочкина" 

## Топографические карты
- Лист карты O-35-XVII Новоселье. Масштаб: 1 : 200 000. Издание 1980 г.